# Grande Casse

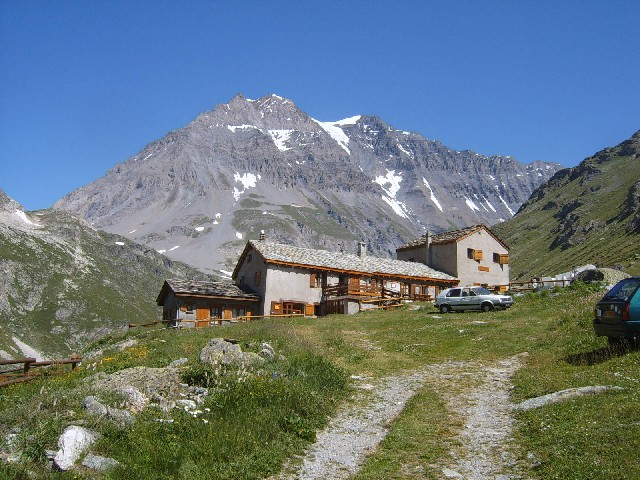
Grande Casse mit der Schutzhütte Refuge Entre-Deux-Eaux

Die Grande Casse ist mit einer Höhe von 3855 m der höchste Berg des Vanoise-Massivs, einer Untergruppe der Grajischen Alpen im französischen Département Savoyen. Sie liegt im Herzen des Vanoise-Nationalparks, in der Nähe des Dorfes Pralognan-la-Vanoise, das etwa 25 km südöstlich der nächsten Stadt Moûtiers liegt. Die Grande Casse hat eine steile 600 m hohe Nordwand. Die anderen Seiten des Bergs sind flacher und bestehen hauptsächlich aus Geröll. Ein hoher Kamm verbindet ihn mit dem benachbarten Gipfel der Grande Motte. Er bildet die Wasserscheide zwischen dem Tarentaise im Norden und dem Maurienne im Süden.

## Besteigung

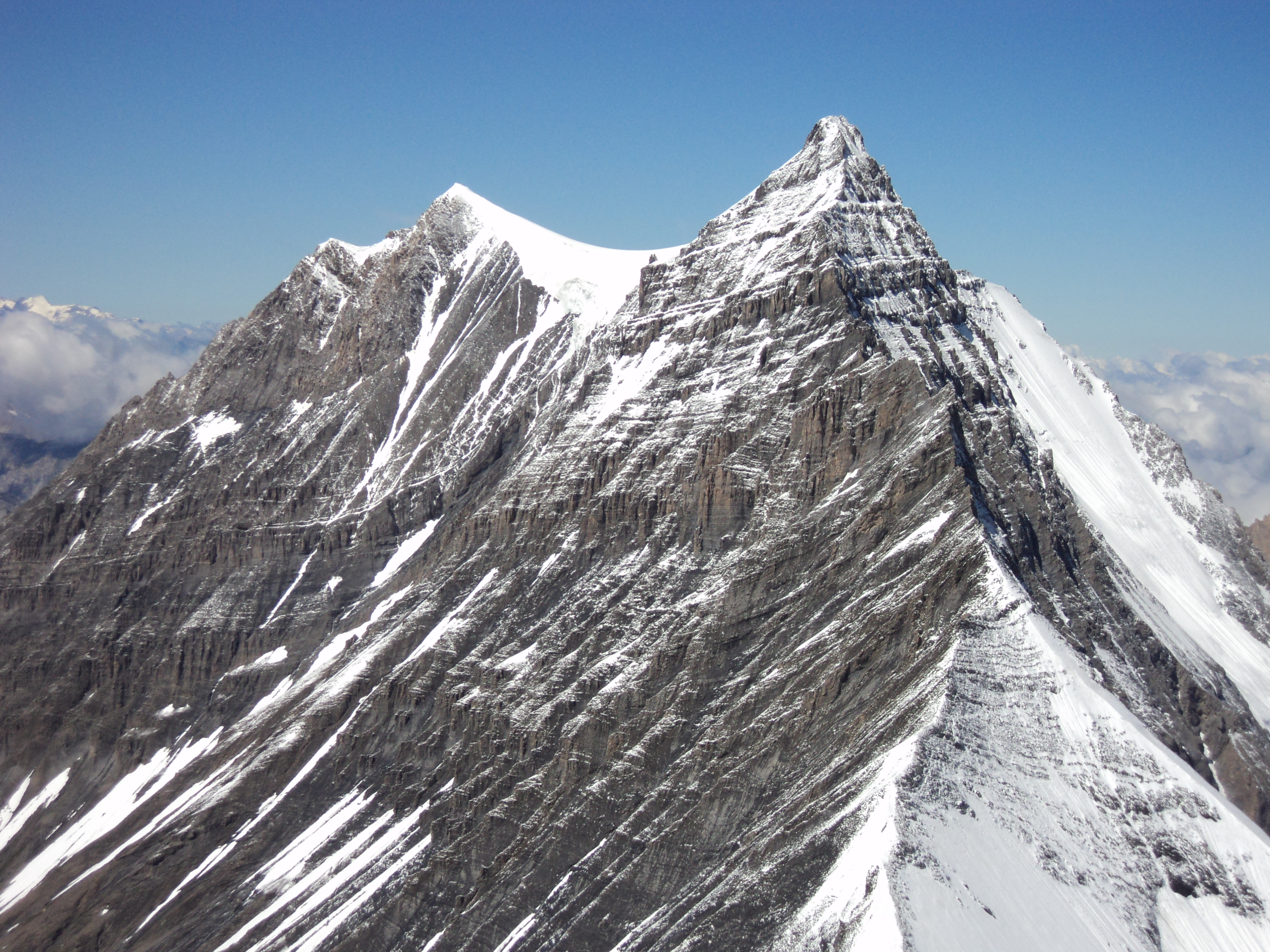
Gipfel der Grande Casse, gesehen von der Grande Motte

Trotz ihrer Höhe hat die Grande Casse einen relativ einfachen Normalweg. Bergsteiger starten gewöhnlich am Gletscher Les Grands Couloirs und steigen über die Südwestseite zum Gipfel auf. Die Nordwand bietet eine extreme Skiabfahrt.
Die Erstbesteigung wurde von William Mathews und den Bergführern Michel Croz und E. Favre am 8. August 1860 über die Südwestflanke durchgeführt. Die Nordwand wurde am 6. August 1933 von den Italienern Aldo Bonacossa und L. Binaghi erstmals durchstiegen.
Das Refuge du Col de la Vanoise (früher Refuge Félix Faure) (2516 m), das als Ausgangspunkt für die Normalroute dient, liegt am Col de la Vanoise.